# Tridentifrons
Tridentifrons é um gênero de traça pertencente à família Arctiidae.